# Miskolci Szilágyi Dezső Általános Iskola
A Miskolci Szilágyi Dezső Általános Iskola Miskolcon található két tanítási nyelvű általános iskola. A nyolcosztályos alapfokú oktatási intézményt 1962-ben alapították, ezzel Miskolc egyik legrégebbi általános iskolája.

## Elhelyezkedés
Az iskola Miskolc belvárosához közel, a Szilágyi Dezső és Soltész Nagy Kálmán út elágazásánál, a Szilágyi Dezső út 53. szám alatt található.

## Az épület
Jelenleg az iskola épülete három fő szárnyból áll. A főépület, ahol az aula található, a tanári szoba, az iskolai ebédlő, és a szaktantermek (fizika-kémia, informatika, matematika, földrajz-biológia, történelem, ének-zene); a középső blokk, ahol az alsós osztályok termei találhatók és a folyosók, amelyek biztosítják az átjárást az épület egyes részei között; valamint a tornaterem, amely mellett még a szertár, az orvosi szoba és az öltözők foglalnak helyet. Az iskola alatt kiterjedt pincerendszer húzódik, ahol még további egy terem van. Az intézménynek így összesen 18 terme van.
Jelenlegi külsejét az épület 2015-ben nyerte el, amikor is teljesen felújították. Leszigetelték a külső falat, és korszerűsítették a fűtésrendszert.